# 일대초등학교
일대초등학교는 대한민국 전라북도 남원시 아영면 봉화산로 1040-16 (일대리)에 있었던 공립 초등학교이다.

## 연혁
- 1956.08.23 아영국민학교 일대분교장 설치 인가
- 1958.04.30 현 교사로 입교(개교)
- 1963.03.01 일대초등학교로 승격 인가(7학급 편성)
- 1967.04.01 벽지학교 (병지)지정
- 1984.03.09 병설유치원 개원
- 1996.03.01 일대초등학교 개칭
- 2000.03.01 아영초등학교로 통폐합